# بيل باكي
بيل باكي (بالإنجليزية: Bill Bakke)‏ هو متزلج قفز وشخصية أعمال أمريكي، ولد في 20 نوفمبر 1946 في مينوموني في الولايات المتحدة.

## وصلات خارجية
- بيل باكي على موقع الاتحاد الدولي للتزلج (القفز التزلجي) (الإنجليزية)
- بيل باكي على موقع أوليمبيديا (الإنجليزية)